# Eä
Pour les articles homonymes, voir Ea.
Eä (« que cela soit » en quenya) est le nom de l'Univers dans l'œuvre de J. R. R. Tolkien, conçu par Eru Ilúvatar à travers l'Ainulindalë, la Musique des Ainur. C'est le mot qu'Ilúvatar a prononcé à la création du monde.